# Heather Dhondy
Heather Dhondy (ur. 1966) – angielska brydżystka z tytułem World Grand Master w kategorii kobiet (WBF) oraz European Grand Master i  European Champion w kategoriach Women i Mixed (EBL).
Do roku 1999 występowała jako Heather Dunstan. Jest profesjonalną brydżystką oraz nauczycielką brydża. Pisze artykuły brydżowe. 
Od roku 2010 jest członkiem prezydium Angielskiej Unii Brydżowej (EBU).
Jej stałymi partnerami brydżowymi są Nevena Senior oraz jej mąż Jeremy Dhondy.

## Wyniki brydżowe

### Olimpiady
Na olimpiadach uzyskała następujące rezultaty:
| Olimpiady brydżowe. Zawody teamów | Olimpiady brydżowe. Zawody teamów | Olimpiady brydżowe. Zawody teamów   | Olimpiady brydżowe. Zawody teamów | Olimpiady brydżowe. Zawody teamów | Olimpiady brydżowe. Zawody teamów |
| Rok                               | Miejsce                           | Zawody                              | Kategoria                         | Drużyna                           | Pozycja                           |
| --------------------------------- | --------------------------------- | ----------------------------------- | --------------------------------- | --------------------------------- | --------------------------------- |
| 2012                              | Lille                             | 2 Olimpiada Sportów Umysłowych      | Kobiety                           | England                           | 1                                 |
| 2008                              | Pekin                             | 1. Olimpiada Sportów Umysłowych     | Kobiety                           | England                           | 1                                 |
| 2004                              | Stambuł                           | 12. Olimpiada Teamów                | Kobiety                           | England                           | 3                                 |
| 2002                              | Salt Lake City                    | 4 Mistrzostwa o Wielką Nagrodę MKOL | Kobiety                           | Great Britain                     | 7                                 |
| 2000                              | Maastricht                        | 11. Olimpiada Brydżowa              | Kobiety                           | Great Britain                     | 9                                 |
| 1996                              | Rodos                             | 10. Olimpiada Teamów                | Kobiety                           | Great Britain                     | 5                                 |

### Zawody światowe
W światowych zawodach zdobyła następujące lokaty:
| Mistrzostwa Świata. Konkurencja teamów | Mistrzostwa Świata. Konkurencja teamów | Mistrzostwa Świata. Konkurencja teamów  | Mistrzostwa Świata. Konkurencja teamów | Mistrzostwa Świata. Konkurencja teamów | Mistrzostwa Świata. Konkurencja teamów |
| Rok                                    | Miejsce                                | Zawody                                  | Kategoria                              | Drużyna                                | Pozycja                                |
| -------------------------------------- | -------------------------------------- | --------------------------------------- | -------------------------------------- | -------------------------------------- | -------------------------------------- |
| 2013                                   | Nusa Dua                               | 41. Mistrzostwa Świata Teamów           | Kobiety                                | England                                | 2                                      |
| 2011                                   | Pekin                                  | SportAccord World Mind Games            | Kobiety                                | Great Britain                          | 2                                      |
| 2011                                   | Veldhoven                              | 40. Mistrzostwa Świata Teamów           | Kobiety                                | England                                | 4                                      |
| 2009                                   | São Paulo                              | 39. Mistrzostwa Świata Teamów           | Trans                                  | Dhondy                                 | 10                                     |
| 2007                                   | Szanghaj                               | 38. Mistrzostwa Świata Teamów           | Kobiety                                | England                                | 5                                      |
| 2006                                   | Werona                                 | 12 Mistrzostwa Świata                   | Kobiety                                | Penfold                                | 25                                     |
| 2005                                   | Estoril                                | 37. Mistrzostwa Świata Teamów           | Trans                                  | Dhondy                                 | 14                                     |
| 2005                                   | Estoril                                | 37. Mistrzostwa Świata Teamów           | Kobiety                                | England                                | 5                                      |
| 2003                                   | Monte Carlo                            | 36. Mistrzostwa Świata Teamów           | Trans                                  | Dhondy H                               | 37                                     |
| 2003                                   | Monte Carlo                            | 36. Mistrzostwa Świata Teamów           | Kobiety                                | England                                | 10                                     |
| 2002                                   | Montreal                               | 11. Mistrzostwa Świata                  | Kobiety                                | Dhondy                                 | 5                                      |
| 2001                                   | Paryż                                  | 35. Mistrzostwa Świata Teamów           | Kobiety                                | England                                | 7                                      |
| 2000                                   | Southampton                            | 34. Mistrzostwa Świata Teamów           | Kobiety                                | Great Britain                          | 11                                     |
| 2000                                   | Southampton                            | 34 Mistrzostwa Świata Teamów            | Trans                                  | Dhondy J                               | 9                                      |
| 1998                                   | Lille                                  | 10. Mistrzostwa Świata                  | Kobiety                                | Mc Gowan                               | 9                                      |
| 1997                                   | Hammamet                               | 33. Mistrzostwa Świata Teamów           | Kobiety                                | Great Britain                          | 5                                      |
| 1996                                   | Rodos                                  | 1. Mistrzostwa Świata Teamów Mikstowych | Miksty                                 | Heather                                | 1                                      |
| 1995                                   | Pekin                                  | 32. Mistrzostwa Świata Teamów           | Kobiety                                | Great Britain                          | 9                                      |

| Mistrzostwa Świata. Konkurencja par | Mistrzostwa Świata. Konkurencja par | Mistrzostwa Świata. Konkurencja par | Mistrzostwa Świata. Konkurencja par | Mistrzostwa Świata. Konkurencja par | Mistrzostwa Świata. Konkurencja par |
| Rok                                 | Miejsce                             | Zawody                              | Kategoria                           | Partner                             | Pozycja                             |
| ----------------------------------- | ----------------------------------- | ----------------------------------- | ----------------------------------- | ----------------------------------- | ----------------------------------- |
| 2011                                | Pekin                               | SportAccord World Mind Games        | Kobiety                             | Nevena Senior                       | 4                                   |
| 2006                                | Werona                              | 12. Mistrzostwa Świata              | Kobiety                             | Sally Brock                         | 6                                   |
| 2006                                | Werona                              | 12. Mistrzostwa Świata              | Miksty                              | Ross Harper                         | 161                                 |

| Mistrzostwa Świata. Konkurencja indywidualna | Mistrzostwa Świata. Konkurencja indywidualna | Mistrzostwa Świata. Konkurencja indywidualna | Mistrzostwa Świata. Konkurencja indywidualna | Mistrzostwa Świata. Konkurencja indywidualna | Mistrzostwa Świata. Konkurencja indywidualna |
| Rok                                          | Miejsce                                      | Zawody                                       | Kategoria                                    | Pozycja                                      |                                              |
| -------------------------------------------- | -------------------------------------------- | -------------------------------------------- | -------------------------------------------- | -------------------------------------------- | -------------------------------------------- |
| 2011                                         | Pekin                                        | SportAccord World Mind Games                 | Kobiety                                      | 5                                            |                                              |
| 2000                                         | Ateny                                        | 5. Indywidualne Mistrzostwa Świata           | Kobiety                                      | 22                                           |                                              |
| 1998                                         | Ajaccio                                      | 4. Indywidualne Mistrzostwa Świata           | Kobiety                                      | 22                                           |                                              |

### Zawody europejskie
W europejskich zawodach zdobyła następujące lokaty:
| Zawody europejskie. Konkurencja teamów | Zawody europejskie. Konkurencja teamów | Zawody europejskie. Konkurencja teamów | Zawody europejskie. Konkurencja teamów | Zawody europejskie. Konkurencja teamów | Zawody europejskie. Konkurencja teamów |
| Rok                                    | Miejsce                                | Zawody                                 | Kategoria                              | Drużyna                                | Pozycja                                |
| -------------------------------------- | -------------------------------------- | -------------------------------------- | -------------------------------------- | -------------------------------------- | -------------------------------------- |
| 2012                                   | Dublin                                 | 51. Mistrzostwa Europy Teamów          | Kobiety                                | England                                | 1                                      |
| 2010                                   | Ostenda                                | 50. Mistrzostwa Europy Teamów          | Kobiety                                | England                                | 5                                      |
| 2009                                   | San Remo                               | 4. Otwarte Mistrzostwa Europy          | Miksty                                 | Dhondy                                 | 44                                     |
| 2009                                   | San Remo                               | 4. Otwarte Mistrzostwa Europy          | Kobiety                                | Hansen                                 | 5                                      |
| 2008                                   | Pau                                    | 49. Mistrzostwa Europy Teamów          | Kobiety                                | England                                | 9                                      |
| 2007                                   | Antalya                                | 3. Otwarte Mistrzostwa Europy          | Kobiety                                | Penfold                                | 2                                      |
| 2007                                   | Antalya                                | 3. Otwarte Mistrzostwa Europy          | Miksty                                 | Dhondy                                 | 1                                      |
| 2006                                   | Warszawa                               | 48. Mistrzostwa Europy Teamów          | Kobiety                                | England                                | 3                                      |
| 2005                                   | Teneryfa                               | 2. Otwarte Mistrzostwa Europy          | Kobiety                                | Dhondy                                 | 9                                      |
| 2005                                   | Teneryfa                               | 2. Otwarte Mistrzostwa Europy          | Miksty                                 | De Botton                              | 5                                      |
| 2004                                   | Malmö                                  | 47. Mistrzostwa Europy Teamów          | Kobiety                                | England                                | 7                                      |
| 2003                                   | Mentona                                | 1. Otwarte Mistrzostwa Europy          | Miksty                                 | De Botton                              | 86                                     |
| 2003                                   | Mentona                                | 1. Otwarte Mistrzostwa Europy          | Kobiety                                | Smith                                  | 9                                      |
| 2002                                   | Salsomaggiore                          | 46. Mistrzostwa Europy Teamów          | Kobiety                                | England                                | 3                                      |
| 2002                                   | Ostenda                                | 7. Mistrzostwa Europy Mikstów          | Miksty                                 | De Botton                              | 33                                     |
| 2001                                   | Teneryfa                               | 45. Mistrzostwa Europy Teamów          | Kobiety                                | England                                | 1                                      |
| 1999                                   | Malta                                  | 44. Mistrzostwa Europy Teamów          | Kobiety                                | Great Britain                          | 1                                      |
| 1997                                   | Montecatini                            | 43. Mistrzostwa Europy Teamów          | Kobiety                                | Great Britain                          | 1                                      |
| 1990                                   | Bordeaux                               | 1. Mistrzostwa Europy Mikstów          | Miksty                                 | Dunstan                                | 64                                     |

| Zawody europejskie. Konkurencja par | Zawody europejskie. Konkurencja par | Zawody europejskie. Konkurencja par | Zawody europejskie. Konkurencja par | Zawody europejskie. Konkurencja par | Zawody europejskie. Konkurencja par |
| Rok                                 | Miejsce                             | Zawody                              | Kategoria                           | Partner                             | Pozycja                             |
| ----------------------------------- | ----------------------------------- | ----------------------------------- | ----------------------------------- | ----------------------------------- | ----------------------------------- |
| 2009                                | San Remo                            | 4. Otwarte Mistrzostwa Europy       | Open                                | Bill Pencharz                       | 110                                 |
| 2009                                | San Remo                            | 4. Otwarte Mistrzostwa Europy       | Miksty                              | Jeremy Dhondy                       | 83                                  |
| 2007                                | Antalya                             | 3. Otwarte Mistrzostwa Europy       | Kobiety                             | Nicola Smith                        | 11                                  |
| 2007                                | Antalya                             | 3. Otwarte Mistrzostwa Europy       | Miksty                              | Jeremy Dhondy                       | 46                                  |
| 2005                                | Teneryfa                            | 2. Otwarte Mistrzostwa Europy       | Kobiety                             | Nicola Smith                        | 9                                   |
| 2005                                | Teneryfa                            | 2. Otwarte Mistrzostwa Europy       | Mikst                               | Nicklas Sandqvist                   | 43                                  |
| 2003                                | Mentona                             | 1. Otwarte Mistrzostwa Europy       | Mikst                               | Nicklas Sandqvist                   | 111                                 |
| 1992                                | Ostenda                             | 2. Mistrzostwa Europy Mikstów       | Mikst                               | Jeremy Dhondy                       | 162                                 |
| 1990                                | Bordeaux                            | 1. Mistrzostwa Europy Mikstów       | Mikst                               | David Parry                         | 174                                 |
| 1989                                | Salsomaggiore                       | 5. Mistrzostwa Europy Par           | Open                                | Alan Kay                            | 106                                 |

## Klasyfikacja
- Heather Dhondy – klasyfikacja WBF (ang.)
- Heather Dhondy – klasyfikacja EBL (ang.)